# Казанское направление Московской железной дороги

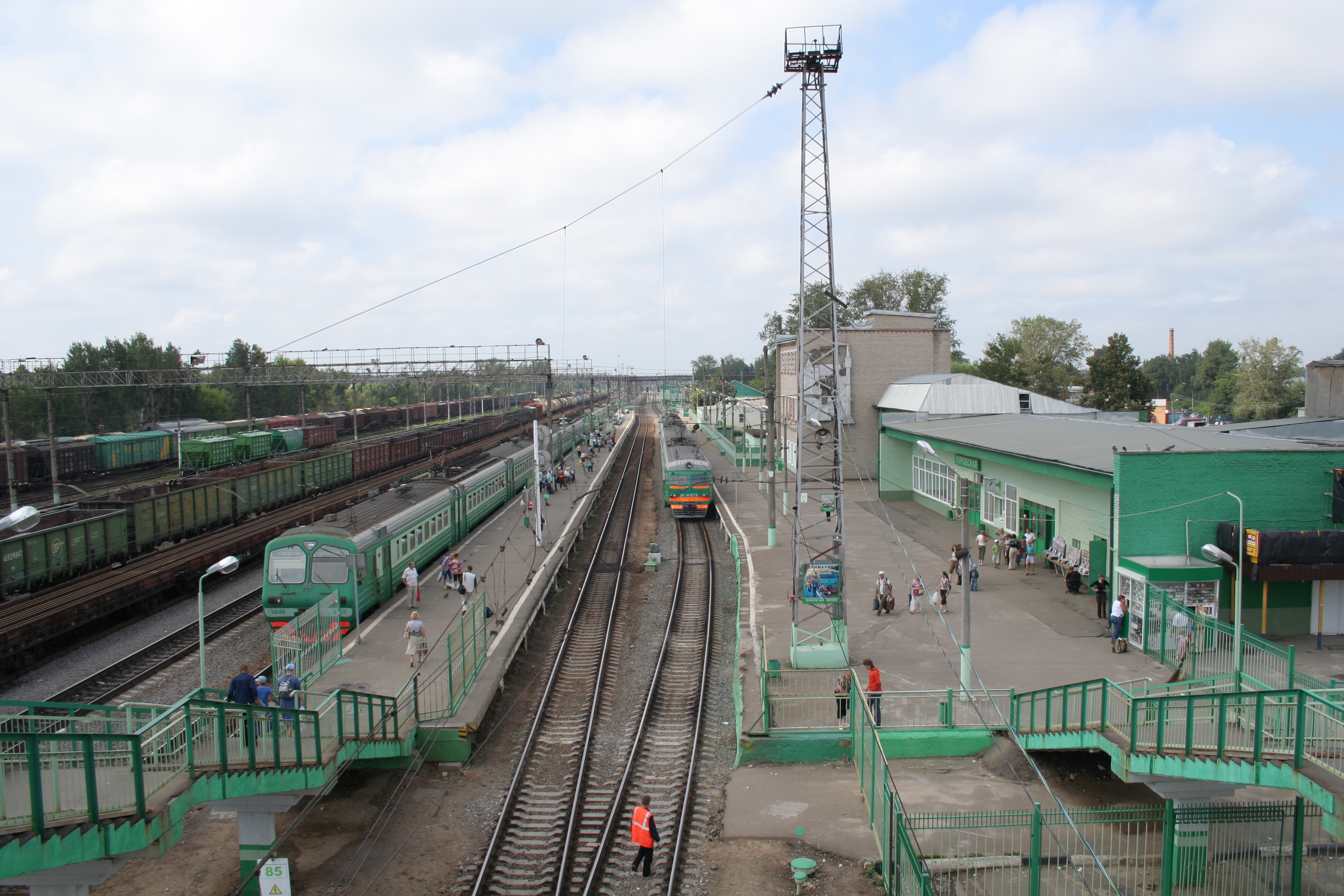
Станция Куровская

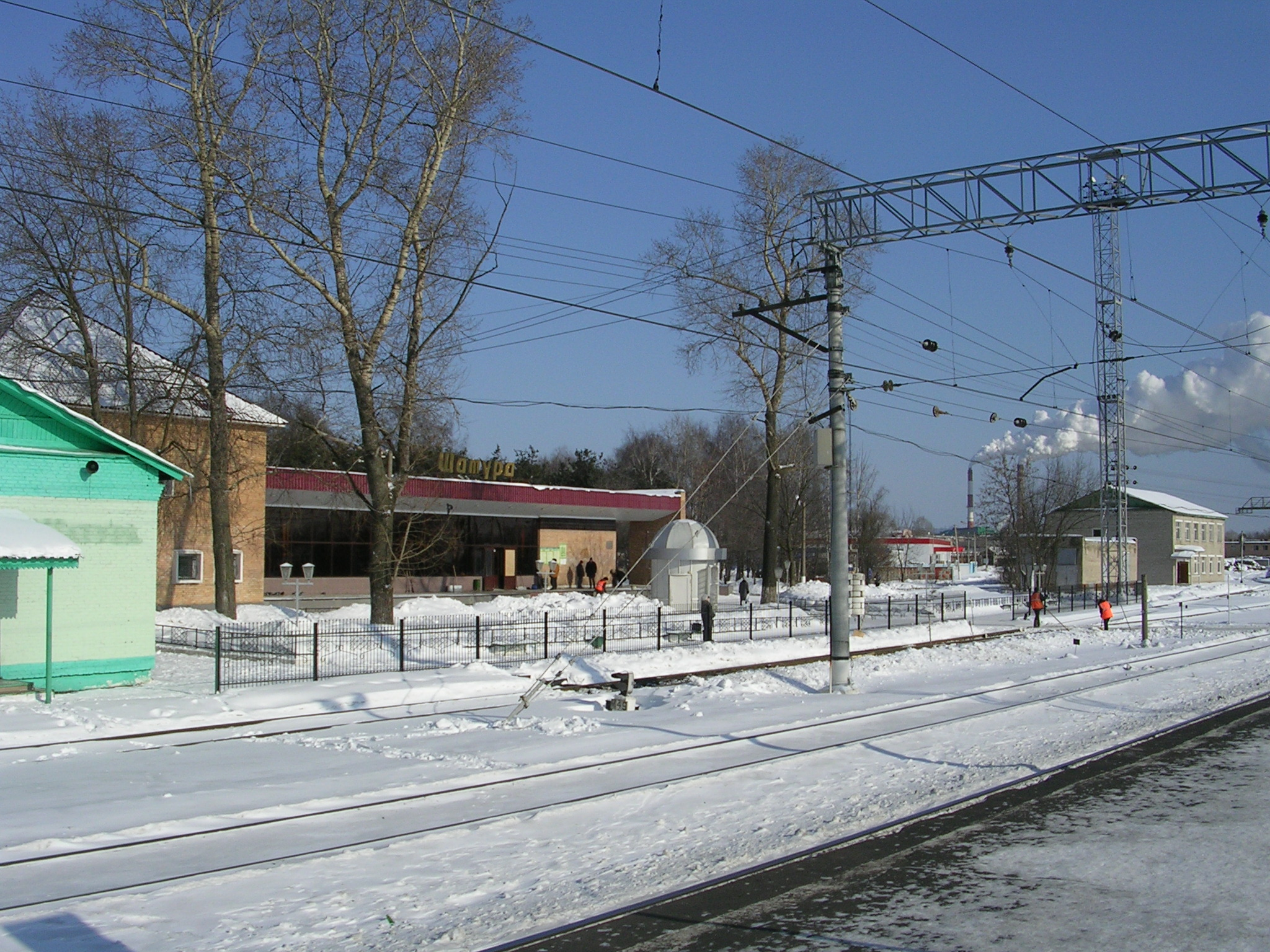
Станция Шатура

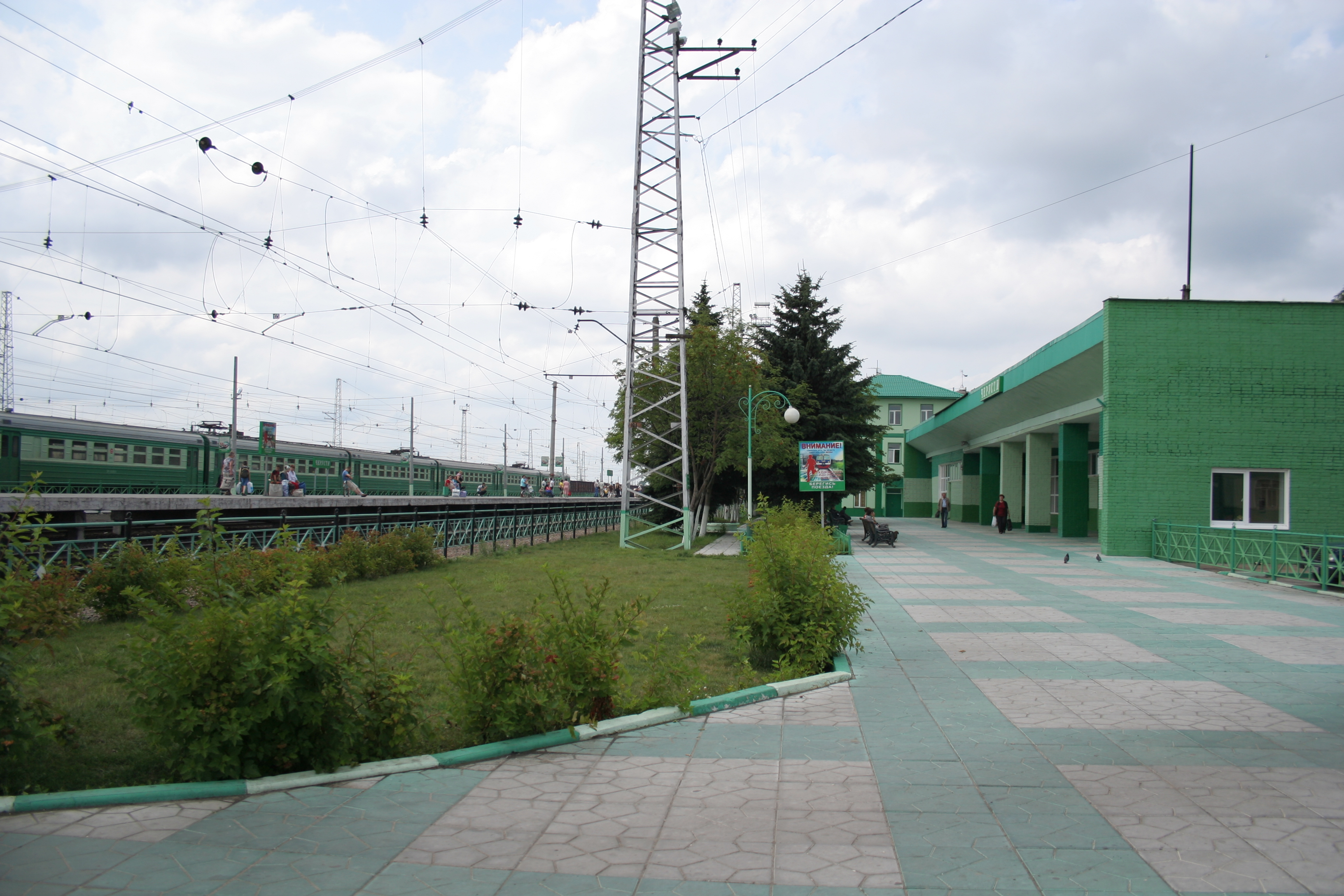
Станция Черусти

Казанское направление Московской железной дороги — железнодорожная линия от станции Люберцы I (где линия ответвляется от Рязанского направления) через станцию стыкования Вековка, Арзамаса, Мурома до станции Канаш, где линия до Казани соединяется со «старой» линией через Рязань-Рузаевку-Саранск. Однако километраж на всей линии до Казани — считается от Казанского вокзала. Расстояние от Москвы до станции Черусти — 157 км. Станция Черусти — пограничная с Горьковской железной дорогой. От самой развилки с Рязанским направлением на станции Люберцы I до Гжели параллельно линии Казанской железной дороги проходит трасса Егорьевского шоссе.
По линии следуют пригородные поезда на Куровскую, Егорьевск, Шатуру, Черусти, Вековку. пассажирские поезда дальнего следования в города Среднего Поволжья и некоторые города Урала и Сибири, а также основная масса грузовых поездов в Сибирь и на Дальний Восток. На Казанское направление идёт 30 электропоездов в сутки (примерно 30 % от общего числа электропоездов в сутки, следующих от Казанского вокзала).
Маршруты:
- Москва-Пасс.-Казанская — Куровская (12 электропоездов, 1 экспресс по будням)
- Москва-Пасс.-Казанская — Егорьевск II (3 электропоезда по выходным, 2 по будням)
- Москва-Пасс.-Казанская — Авсюнино (по праздникам)
- Москва-Пасс.-Казанская — Шатура (5 электропоездов, 1 экспресс по будням)
- Москва-Пасс.-Казанская — Кривандино (по праздникам)
- Москва-Пасс.-Казанская — Черусти (12 электропоездов, 1 экспресс по субботам в сутки)
- Москва-Пасс. Казанская — Вековка (2 электропоезда в день, по праздникам)

Конечной станцией пригородных поездов от Москвы является Черусти Московской дороги. Прямые электрички от Москвы до Вековки были отменены в 2012 году. От Черустей до Вековки ходят согласованные с московскими электрички. В 2025 году возобновили движение поездов Москва — Вековка по праздникам. 
Существует 5 поездов «Черусти — Вековка», из них 4 Черусти — Вековка (кроме самой ранней на Вековку) и все 5 Вековка — Черусти согласованы с электричками от и до Москвы. В предпраздничные и праздничные дни 2 электропоезда следуют до Вековки.
Пригородное пассажирское сообщение обслуживается моторвагонным депо ТЧ-26 Куровская.

## История
Казанское направление — самая молодая из железнодорожных магистралей Московского узла. Движение на линии от Люберец до Шихран через Черусти, Муром, Арзамас было открыто в 1912 году. До этого железнодорожное сообщение Москвы до Казани осуществлялось через Рязань.
В 1960 году участок Люберцы I — Черусти вошёл в состав Московской железной дороги, был электрифицирован на постоянном токе, грузовые и пассажирские поезда стали водить электровозами депо Москва-Сортировочная. 12 октября того же года от Казанского вокзала в направлении Куровской отошёл последний в истории МЖД пригородный поезд на паровозной тяге.
В 1972 году было открыто двухпутное движение.
В то же время на переменном токе был электрифицирован участок от Арзамаса и Мурома в сторону Москвы. В 1986 году в районе бывшего разъезда Вековка произошло соединение двух отрезков магистрали, электрификация которых происходила одновременно. Поскольку участок от Москвы был электрифицирован постоянным током, а встречный, от Мурома — переменным, на месте разъезда Вековка была построена одноимённая станция стыкования.
Большинство станций и остановочных пунктов реконструированы в конце 2000-х годов. В 2000—2010-х, до перекрашивания объектов инфраструктуры в корпоративные цвета гамма оформления остановочных пунктов была зелёной — так же, как и на Рязанском направлении. Таблички на станциях и платформах травянисто-зелёные с надписями белым шрифтом. Некоторые строения сохраняют такой облик и по сей день.
Казанское направление обслуживало также и ТЧ-9 Черусти. В настоящее время оно не работает.

## Современное состояние
Благодаря меньшему расстоянию до Транссиба по сравнению с Ярославским и Нижегородским ходами Казанское направление востребовано как в пассажирских, так и в грузовых перевозках в восточную часть страны.
Линия до Черустей административно относится к Московско-Курскому региону Московской железной дороги. От Черустей и далее — к Горьковской железной дороге.
Казанское направление — единственное направление на Московском железнодорожном узле, не имеющее четырёхзначную светофорную автоблокировку (ранее до начала 1990-х таковыми также были Рижское и Савёловское направление).
В ноябре 2024 года были переименованы остановочные пункты: платформа 95 км в Беливо и платформа 73 км в Смолёво.

## Пригородное сообщение

### Остановочные пункты
- 48 — общее количество (12 — совмещены с Рязанским направлением)

из них:
- 44 — главный ход
- 4 — БМО, участок Куровская — Егорьевск

из них:
- 11 — МЦД-3 (центральная зона, Тройка), Казанский вокзал не входит в маршрут МЦД
- 1 — МЦД-3 (пригородная зона, Тройка)
- 36 — (за пределами зон, где доступна оплата Тройкой)

### Самые дальние беспересадочные маршруты пригородных электропоездов изМосквына главном ходу и ответвлениях
- Москва — Вековка  (официально — по праздникам; фактически — некоторые поезда со сменой номера в Черустях)

### Отменённые маршруты
- Москва — Рязановка

### Переименованные остановочные пункты
- Новая — Авиамоторная
- Фрезер — Андроновка
- Перово — Чухлинка — Перово
- Ждановская — Выхино
- 33 км — Родники
- 73 км — Смолёво
- 95 км — Беливо
- 32 км — Беззубово

### Ответвления с пересадкой
- Кривандино — Рязановка

### Закрытые ответвления с пересадкой
- Железнодорожная линия Черусти — Уршель
- Черусти — Рошаль

### Самые дальние беспересадочные маршруты пригородных электропоездов изМосквыпоБМО
- Москва — Егорьевск